# 貝角
64°46′S 63°26′W / 64.767°S 63.433°W
貝角（英語：Bay Point），是南極洲的海岬，位於帕默群島的昂韋爾島東南岸，是伯爾根灣入口處東部，由比利時探險隊發現，在1927年由英國研究隊命名和繪入地圖，現時由南極條約體系管理。